# Mayo-Loum
Pour les articles homonymes, voir Loum (homonymie).
Mayo-Loum est un village de la commune de Banyo situé dans la région de l'Adamaoua et le département du Mayo-Banyo au Cameroun.

## Population
En 1967, Mayo-Loum comptait 231 habitants, principalement Foulbe.
Lors du recensement de 2005, 1 103 personnes y ont été dénombrées.